# Salskärens naturreservat
Salskärens naturreservat är ett naturreservat i Norrtälje kommun i Stockholms län.
Området är naturskyddat sedan 1973 och är 76 hektar stort. Reservatet omfattar norra delen av Salskäret, Tistronörarna, Norrören och andra kobbar och skär. Reservatet består av öppen mark med mindre partier av tallskog, granskog, lövskog och ädellövskog.